# Ерахтурское сельское поселение
Ера́хтурское се́льское поселе́ние — муниципальное образование в Шиловском районе Рязанской области Российской Федерации. Административный центр — село Ерахтур.

## Географическое положение
Ерахтурское сельское поселение расположено на севере Шиловского муниципального района, и граничит с северной и восточной  сторон — с территорией Касимовского района, с юга — с землями Занино-Починковского и Борковского сельских поселений, с западной стороны — с территорией Спасского района.
Площадь Ерахтурского сельского поселения — 191,9 кв. км.

## Климат и природные ресурсы
Климат Ерахтурского сельского поселения умеренно континентальный с умеренно-холодной зимой и теплым летом. Осадки в течение года распределяются неравномерно.
Водные ресурсы представлены наличием рек Оки и Марьинки; имеется множество пойменных озер. Почвы на территории поселения подзолистые и серые лесные, супесчаные и песчаные.
Территория поселения расположена в зоне хвойных и смешанных лесов.

## История
Образовано в результате муниципальной реформы 2006 г. в результате объединения существовавших ранее на данной территории двух сельских округов — Ерахтурского (центр Ерахтур) и Нармушадского (центр Нармушадь) — с возложением административного управления на село Ерахтур.

## Население
| 2010  | 2012  | 2013  | 2014  | 2015  | 2016  | 2017  |
| ----- | ----- | ----- | ----- | ----- | ----- | ----- |
| 2022  | ↘1983 | ↘1951 | ↘1934 | ↘1917 | ↘1877 | ↘1850 |
| 2018  | 2019  | 2020  | 2021  |       |       |       |
| ↘1829 | ↘1786 | ↘1730 | ↘1427 |       |       |       |

## Административное устройство
Образование и административное устройство сельского поселения определяются законом Рязанской области от 07.10.2004 № 102-ОЗ.
Границы сельского поселения определяются законом Рязанской области от 28.12.2007 № 240-ОЗ.
В состав сельского поселения входят 7 населённых пунктов
| № | Населённый пункт | Тип населённого пункта       | Население |
| - | ---------------- | ---------------------------- | --------- |
| 1 | Ерахтур          | село, административный центр | ↘1008     |
| 2 | Куземкино        | село                         | ↘338      |
| 3 | Ладышкино        | деревня                      | ↘49       |
| 4 | Макшеево         | деревня                      | ↘6        |
| 5 | Мордасово        | деревня                      | 0         |
| 6 | Нармушадь        | село                         | ↘601      |
| 7 | Рубецкое         | село                         | ↘20       |

## Экономика
По данным на 2015/2016 г. крупные промышленные и сельскохозяйственные предприятия на территории Ерахтурского сельского поселения отсутствуют.
Реализацией товаров и услуг занимаются 17 магазинов, 1 предприятие общественного питания, 1 предприятие по оказанию ритуальных услуг и 1 автосервис.

## Социальная инфраструктура
На территории Ерахтурского сельского поселения действуют: отделение Сбербанка РФ, 2 отделения почтовой связи, врачебная амбулатория и 2 фельдшерско-акушерских пункта (ФАПа), Ерахтурская средняя общеобразовательная школа, 2 детских сада, Ерахтурская детская музыкальная школа, 2 Дома культуры, клуб и 3 библиотеки.

## Транспорт
Основные грузо- и пассажироперевозки осуществляются автомобильным транспортом: через территорию поселения проходит автомобильная дорога регионального значения Р125: «Ряжск — Касимов — Нижний Новгород».